# Веселин Анчев
Веселин Анчев Иванов е български актьор. Роден е през януари 1979 г. в Русе. Основно и средно образование завършва в родния си град. Участва последователно в две театрални школи в периода 1995 – 1997 г. Първият му опит да учи актьорство в Националната академия през 1997 г. е неуспешен.
Отбива военна повинност през 2000 г. като „механик водач“ на бронетранспортьор и през същата година заминава да живее в София, кандидатства в Театралната академия за втори път, но отново неуспешно.

## Театрално изкуство
Завършва актьорско майсторство за драматичен театър в НАТФИЗ „Кръстьо Сарафов“ през 2005 г. в класа на проф. Крикор Азарян и асистент Тодор Колев.
След завършването си дебютира на сцената на Народен театър „Иван Вазов“ в ролята на Касио в „Отело“ от Уилям Шекспир, реж. Лилия Абаджиева. От 2005 г. участва в редица театрални спектакли, филми и телевизионни сериали. В периода 2006 – 2009 г. работи в Драматичен театър „Иван Димов“ – гр. Хасково.
През 2009 г. влиза в трупата на Театър „Българска армия“. Дебютът му в киното е също през 2009 г. с ролята на Пламен в новелата „Братът на охлюва“, реж. Иван Панев. 
От 2010 г. играе на сцената на Театър 199. Има близо 100 изиграни представления за 10 години в спектакъла „Отворена брачна двойка“ от Дарио Фо и Франка Раме, реж. Мариус Куркински. От 2022 г. участва „Пиеса за двама“ от Тенеси Уилямс, реж. Елена Панайотова, в същия театър.

## Театър

### 2009 – Театър „Българска армия“
- Мишел в „Балдахинът“, реж. Стефан Спасов
- „Урок по български“, реж. Иван Налбатнов
- Готлиб в „Басейнът“ от Щефан Фьогел, реж. Атанас Атанасов
- Нягул в „Албена“ от Йордан Йовков, реж. Красимир Спасов
- Младият Сириец в „Саломе“ от Оскар Уайлд, реж. Диана Добрева
- Г-н Лоял в „Тартюф“ от Молиер, реж. Красимир Спасов
- Касио в „Отело“ от Уилям Шекспир, реж. Иван Урумов
- Бриндсли Милър в „Черна комедия“ от Питър Шафър, реж. Иван Урумов
- Должанский, Сисоев, Захиров, Григорий в „Да играеш жертвата“ от Братя Преснякови, реж. Диана Добрева
- Христо Христофоров във „В полите на Витоша“ от П. К. Яворов, реж. Красимир Спасов
- Хуан и Виктор в „Йерма“ по Ф. Г. Лорка, реж. Диана Добрева
- Макхийт в „Бандитска опера“ по Джон Гей, реж. Николай Ламбрев – Михайловски
- Салчо цигането в „Да разлаем кучетата“ от Емил Атанасов, реж. Иван Урумов
- Тибалт в „Ромео и Жулиета“ от Уилям Шекспир, реж. Николай Ламбрев – Михайловски
- Лоренцо в „Декамерон“ по Джовани Бокачо, реж. Диана Добрева
- Ник в „Кой се страхува от Вирджиния Улф“ от Едуард Олби, реж. Красимир Спасов
- Князът в „Евгений Онегин“ по А. С. Пушкин от Юрий Дачев, реж. Стайко Мурджев
- Зарко в „Кръщене“ от Камен Донев, реж. Камен Донев
- Оливер дьо Боа в „Както ви харесва“ от Уилям Шекспир, реж. Красимир Спасов
- „Откат“ от Захари Карабашлиев, реж. Стайко Мурджев
- Манчо Манчев в „Да отвориш рана“ от Боян Папазов, реж. Иван Добчев

### 2009 – 2019 Народен театър „Иван Вазов“
- Кучето в „Синята птица“ от Морис Метерлинк, реж. Мариус Куркински
- Лука Лукич в „Ревизор“ от Н. Гогол, реж. Мариус Куркински
- Нежински в „Полет над кукувиче гнездо“ от Кен Киси, реж. Александър Морфов

### 2010 – 2023 Театър 199
- Мамбрети в „Отворена брачна двойка“ от Дарио Фо, реж. Мариус Куркински
- „Пиеса за двама“ от Тенеси Уилямс, реж. Елена Панайотова

### 2005 – 2009 ДКТ „Иван Димов“ Хасково
- Хаджиев в „Златната мина“ от А. Страшимиров, реж. Мариус Куркински
- Чиновникът в „Сако от велур“ от С. Стратиев, реж. Боил Банов
- Динко във „Вампир“от А. Страшимиров, реж. Георги Михалков, НДТ „Сълза и смях“
- Лот в „Царството небесно“ от Тенеси Уилямс, реж. Бойко Богданов, НДТ „Сълза и смях“
- Доцентът в „Римска Баня“ от С. Стратиев, реж. Боил Банов
- Родриго и Педролино в „Чумата във Венеция“, реж. Александър Илиев
- Колесов в „Сбогуване през юни“ от А. Вампилов, реж. Г. Радулов

## Дебют
- 2005 – Касио в „Отело“ от У. Шекспир, реж. Л. Абаджиева, НТ „Иван Вазов“

Ранни спектакли
- 2004 – Посетителят в „Къщата на Иван“ от Пламен Дойнов, реж. Венцислав Асенов, ДКТ-Враца
- 2004 – Йешуа Ха-Ноцри в „Майстора и Маргарита“ от М. Булгаков, реж. Стейси Клайн, USA-Double Edge Theatre

## Кино

### Филми
- 2021 – Коста – „След сезона“, реж. Иван Панев
- 2019 – „XVII“, реж. Ради Стоянов
- 2019 – Съпругът – „Иван“, реж. Надежда Христова
- 2019 – Здравко кръчмаря – „Засукан свят“, реж. Мариус Куркински
- 2017 – Велчо Шунтов – „Възвишение“, реж. Виктор Божинов
- 2015 – Христо Ботев – „В сянката на паметника“, реж. Жеско Давидов
- 2012 – „Сутрин“, реж. Неда Морфова
- 2010 – Даниел – „Стъклената река“, реж. Станимир Трифонов
- 2009 – Пламен – „Братът на Охлюва“, реж. Иван Панев

## Телевизия

### Сериали
- 2021 – Дичо – „Пътят на честта“, сезон 2
- 2021 – Васил Бонев – „Порталът“, реж. Илиян Джевелеков
- 2019 – Дичо – „Пътят на честта“, сезон 1
- 2018 – „Скъпи наследници“, реж. Тодор Чапкънов
- 2013 – „Дървото на живота“, реж. Тодор Чапкънов
- 2013 – Партизанинът Васил – „Недадените“

## Награди, номинации, отличия
- „Максим 2017“ Поддържаща роля: г-н Лоял в „Тартюф“ от Жан Батист Молиер, Театър „Българска армия“
- „Максим 2016“ Поддържаща роля: Должанский, Сисоев, Захиров, Григорий в „Да играеш жертвата“ от Братя Преснякови, театър „Българска армия“
- „Максим 2014“-Водеща Мъжка роля: Макхийт в „Бандитска опера“ по Джон Гей, театър „Българска армия“
- „Максим 2013“ – Водеща Мъжка роля: Лоренцо в „Декамерон“ по Джовани Бокачо, театър „Българска армия“